# Aulogymnus euedoreschus
Aulogymnus euedoreschus är en stekelart som först beskrevs av Walker 1839.  Aulogymnus euedoreschus ingår i släktet Aulogymnus och familjen finglanssteklar. Arten är reproducerande i Sverige. Inga underarter finns listade.